# Descargamaría
Descargamaría este un oraș din Spania, situat în provincia Cáceres din comunitatea autonomă Extremadura. Se află la o altitudine de 481 m deasupra nivelului mării. Are o suprafață de 49,2 km². Populația este de 108 locuitori, determinată în 2024, prin registru de stare civilă[*].
1. ↑  Nomenclátor Geográfico de Municipios y Entidades de Población (20240402 edition)